# Плешаков (Волченское сельское поселение)
Плешаков — хутор в Каменском районе Ростовской области, недалеко от границы с Украиной.
Входит в состав Волченского сельского поселения.

## География
На хуторе имеется одна улица: Западная.

## Население
| 2010 |
| ---- |
| 74   |